# FortaRock Festival
FortaRock Festival war ein jährlich im Juli stattfindendes Heavy-Metal-Festival in der niederländischen Stadt Nijmegen. Das Festival fand erstmals im Jahre 2009 im Park Brakkenstein statt. Seit 2013 wurde das Festival im Goffertpark ausgetragen.
Das Festival wurde aufgrund der Corona-Pandemie nicht mehr veranstaltet. Eine erneute Ausgabe des Festivals ist jedoch geplant.

## Bands
Die Headliner sind durch fette Schrift markiert.

### 2009
All Shall Perish, Candlemass, Death Angel, Delain, The Devil’s Blood, The Dillinger Escape Plan, Heidevolk, Kataklysm, Keep of Kalessin, Meshuggah, Moonspell, Satyricon, Warbringer

### 2010
Baroness, Behemoth, Blaas of Glory, Bullet for My Valentine,  Decapitated, Ensiferum, Ex Deo, Fear Factory, Hail of Bullets, Killswitch Engage, Kreator, Suicidal Tendencies, Textures, Watain

### 2011
Agnostic Front, Arch Enemy, Channel Zero, Dark Tranquillity, Ghost, God Dethroned. Gojira, Immortal, Kvelertak, Paradise Lost, Parkway Drive, Sacred Reich, Triptykon, Valient Thorr

### 2012
Anthrax, Asphyx, Benighted, Gama Bomb, Lamb of God, Machine Head, Meshuggah, Nasum, Savage Messiah, Slayer, Sólstafir, Steel Panther, The Devin Townsend Project, Trivium

### 2013
Airbourne, Amenra, Amon Amarth, Audrey Horne, Delain, Enslaved, Entombed, Finntroll, Hacktivist, Hatebreed, Heaven Shall Burn, Kreator, Mastodon, Motörhead, Opeth, Rammstein, Textures, Volbeat. Abgesagt haben Five Finger Death Punch.

### 2014
Alter Bridge, Anthrax, Behemoth, Blood Ceremony, Caliban, Carcass, Deafheaven, Dimmu Borgir, Ghost, Gojira, Graveyard, Iron Maiden, Sabaton, Skillet, Slayer, The Charm the Fury, Trivium, Vandenberg's Moonkings

### 2015
Carach Angren, Clutch, Converge, Dying Fetus, Enforcer, Epica, Exodus, Flotsam & Jetsam, Godsmack, Lamb of God, Leprous, Papa Roach, Parkway Drive, Red Fang, Slipknot, Sylosis. Abgesagt haben King 810.

### 2016
Abbath, Amon Amarth, Architects, Avatar, Babymetal, Bombus, Dark Funeral, Disturbed, Eluveitie, Evra, Fleshgod Apocalypse, Gojira, Havok, Heidevolk, Hibakusha, King Diamond, Legion of the Damned, Megadeth, Monster Truck, Obituary, Suicidal Tendencies, Swallow the Sun, The Shrine, Tremonti, Volbeat, Within Temptation. Die gebuchte Band Down wurde ausgeladen, nachdem ihr Sänger Phil Anselmo beim Dimebash 2016 den Hitlergruß zeigte und die Worte „White Power“ brüllte.

### 2017
Im Jahre 2017 fand das Festival nicht statt. Als Ersatz wurde im Club Doornrosje das Konzert FortaRock in the City ausgetragen. Es spielten:
Batushka, The Charm the Fury, The Contortionist, Decapitated, Dool, Noctem, Pelgrim, Periphery, Ulsect

### 2018
Alestorm, Avatar, Baroness, Betraying the Martyrs, Body Count feat. Ice-T, Death Alley, Death Angel, Dool, Dragonforce, For I Am King, Igorrr, Kreator, Mantar, Meshuggah, Nightwish, Opeth, Parkway Drive, Satyricon, Suffocation, Thy Art Is Murder, Týr, Vuur, Watain

### 2019
Allegaeon, Amon Amarth, Amorphis, Atreyu, Batushka, Behemoth, Children of Bodom, Cult of Luna, Decapitated, Gloryhammer, God Mother, Hammerfall, Katatonia, Komatsu, Monolord, Myrkur, Ploegendienst, Symphony X, Uncle Acid and the Deadbeats